# Mesodontrachia
Mesodontrachia är ett släkte av snäckor. Mesodontrachia ingår i familjen Camaenidae.
Kladogram enligt Catalogue of Life:
| Mesodontrachia | \| \| Mesodontrachia cockburnensis \| \| \| \| \| \| Mesodontrachia desmonda \| \| \| \| \| \| Mesodontrachia fitzroyana \| \| \| \| |
|                | \| \| Mesodontrachia cockburnensis \| \| \| \| \| \| Mesodontrachia desmonda \| \| \| \| \| \| Mesodontrachia fitzroyana \| \| \| \| |
|                | Mesodontrachia cockburnensis |
|                | |
|                | Mesodontrachia desmonda |
|                | |
|                | Mesodontrachia fitzroyana |
|                | |